# Per-Erik Larsson
Per-Erik Larsson, född 3 maj 1929 i Oxberg i Dalarna, död 31 maj 2008 i Mora, var en svensk längdåkare som tävlade under 1950-talet. Han blev världsmästare på 4 x 10 km i Lahtis 1958. Han var också med och tog brons på 4 x 10 km vid olympiska spelen 1956 och VM 1954.